# Огородников, Валерий Геннадьевич
Вале́рий Генна́дьевич Огоро́дников (1 ноября 1951, Нижний Тагил — 1 июля 2006, Санкт-Петербург) — советский и российский кинорежиссёр, сценарист, продюсер. Лауреат Государственной премии Российской Федерации в области литературы и искусства.

## Биография
Родился 1 ноября 1951 года в семье сталевара-стахановца Геннадия Кузьмича Огородникова и акушерки Анны Петровны, в девичестве Пономарёвой. Назван в честь Валерия Чкалова. 
Дед по линии отца, казак Кузьма Иванович Огородников, родом из Вятской губернии, во время Первой мировой получил Георгиевский крест и стал младшим урядником. Бабушка Екатерина Андреевна, в девичестве Долганова, была родом из деревни Малиновки Великолукского уезда. Познакомились в Петрограде, где он служил, а она работала горничной, которую «взяли за красоту». Её родители держали в Петрограде аптечную лавку. В январе 1918 года Кузьма и Екатерина поженились. Во время Гражданской войны перебрались в Вятку, затем в Нижний Тагил. Родители бабушки и сестра остались в Ленинграде, пережили блокаду. Дед Кузьма пропал без вести в 1936 году. 
По линии матери из австрийцев-старообрядцев (белокриницкое согласие). Дед Пётр Евлампиевич Пономарёв был родом из села Башкарки, из кулаков, старообрядцев. Его семья построила в селе школу. Во время раскулачивания 1932 года почти вся семья была выслана в Тобольск. Поскольку это было осенью, а вещей не дали собрать, в дороге погибла часть стариков и детей. Дед Пётр с женой и детьми успел убежать в Нижний Тагил. В годы Великой Отечественной войны служил шофёром, дошёл до Берлина. Бабушка, Мария Артемьевна Шаламова, была из соседней старообрядческой деревни, из бедноты. Валерий большую часть детства провёл с ней. 
Окончил специальную среднюю школу (немецкий язык) № 32 в Нижнем Тагиле, а также музыкальную школу по классу аккордеона. Занимался в баскетбольной секции. 
В 1974 году окончил химический факультет Уральского политехнического института в Свердловске по специальности инженер-технолог угольного топлива. 
В 1975—1979 годах работал ассистентом режиссёра на Свердловской киностудии.
В 1979 году поступил на режиссёрский факультет Всесоюзного государственного института кинематографии (мастерская Игоря Таланкина), который окончил в 1984 году с красным дипломом. 
В 1984 году приглашён Ильёй Авербахом на киностудию «Ленфильм». Громко заявил о себе в период перестройки. В 1987 году на экраны вышел его первый полнометражный фильм «Взломщик», по словам режиссёра, «городская симфония с привлечением нашего подпольного рок-движения». В 1989 году снял «Бумажные глаза Пришвина», посвящённый эпохе сталинизма.
В 1992–1993 годах был стипендиатом Института перспективных исследований в Берлине. Для театра «Шаубюне» написал пьесу (и киносценарий) по мотивам романов Владимира Набокова «Приглашение на казнь», «Подвиг» и его воспоминаний «Память, говори».
В 1994 году основал в Санкт-Петербурге кинокомпанию «Дар».
В 1995 году — соавтор «Картины-действия» № 2 — «Битва Михаила Архистратига с чудовищем» (см. подробнее — Антон Кузьмин, арт-проект «Солнце Нико Пиросмани»).
В 1999 году снял фильм «Барак», за который в 2000 году ему была присуждена Государственная премия Российской Федерации.
Умер 1 июля 2006 года в Санкт-Петербурге. Похоронен на Смоленском кладбище.

## Фильмография

### Режиссёр
- 1982 — Голоса в воздухе (короткометражный)
- 1983 — Загородная поездка (короткометражный)
- 1984 — Я не умею приходить вовремя (короткометражный)
- 1987 — Взломщик
- 1989 — Бумажные глаза Пришвина
- 1991 — Опыт бреда любовного очарования
- 1999 — Барак
- 2003 — Красное небо. Чёрный снег
- 2007 — Путина

### Сценарист
- 1989 — Бумажные глаза Пришвина
- 1991 — Опыт бреда любовного очарования
- 1999 — Барак (совместно с В. Петровым)
- 2003 — Красное небо. Чёрный снег (совместно с В. Петровым)
- 2007 — Путина (совместно с М. Коновальчуком)

### Продюсер
- 2003 — Красное небо. Чёрный снег
- 2007 — Путина (совместно с В. Рословым)

### Актёр
- 1983 — Гришаня (короткометражный, ВГИК, реж. Юрий Афанасьев) — прапорщик
- 1993 — Чемпион мира (реж. Zoran Solomun, Германия)

## Призы и награды
- Приз ФИПРЕССИ на Венецианском кинофестивале (1987) — «Взломщик»
- Приз польской кинокритики им. В. Вишневского на МКФ молодых кинематографистов социалистических стран в Кошалине (1987) — «Взломщик»
- Приз жюри МКФ в Сингапуре (1987) — «Взломщик»
- Приз им. Д. Асановой и приз журнала «Аврора» на КФ «Молодое кино Ленинграда» (1987) — «Взломщик»
- Специальный приз жюри МКФ в Лионе (1988) — «Взломщик»
- Гран-при, приз зрительских симпатий и приз Гильдии киноведов и кинокритиков на VII КФ Российского кино «Окно в Европу» в Выборге (1999) — «Барак»
- «Серебряный леопард» в номинации «Молодое кино», особое упоминание экуменического жюри, специальный приз молодёжного жюри на МКФ в Локарно, Швейцария (1999) — «Барак»
- Приз «Сталкер» на МКФ фильмов о правах человека «Сталкер» в Москве (1999) — «Барак»
- Приз жюри кинематографистов за лучший фильм (Валерий Огородников) на МКФ «Лiстапад» в Минске (1999) — «Барак»
- Приз за лучшую режиссуру В. Огородникову на РКФ «Виват, кино России!» в Санкт-Петербурге (2000) — «Барак»
- Гран-при «Гранатовый браслет» (Валерий Огородников) на РКФ «Литература и кино» в Гатчине (2000) — «Барак»
- Государственная премия Российской Федерации 2000 года — «Барак»
- Приз зрительских симпатий, Международный кинофестиваль «Зеркало» имени Андрея Тарковского 2007 год — «Путина»